# Gyromitra esculenta
Gyromitra esculenta Fr., Summa vegetabilium Scandinaviae (Stockholm): 346 (1849).

## Descrizione della specie
Corpo Fruttifero 
Alto 6–13 cm
 Mitra 

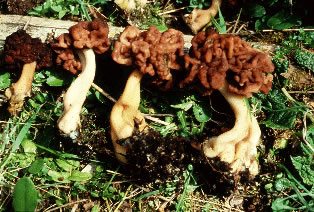

Tondeggiante, irregolare, cerebriforme, con costolature sinuose molto irregolari, rosso-brunastro, margine aderente al cappello.
 Gambo 
10-15 × 5–10 cm, corto, irregolare, più grosso alla base, cavo, con costolature longitudinali, biancastro con macchie rossastre, saldato alla mitra in diversi punti.
 Carne 
Fragile, elastica, biancastra, acquosa, forte odore.
- Odore: intenso, vagamente spermatico.

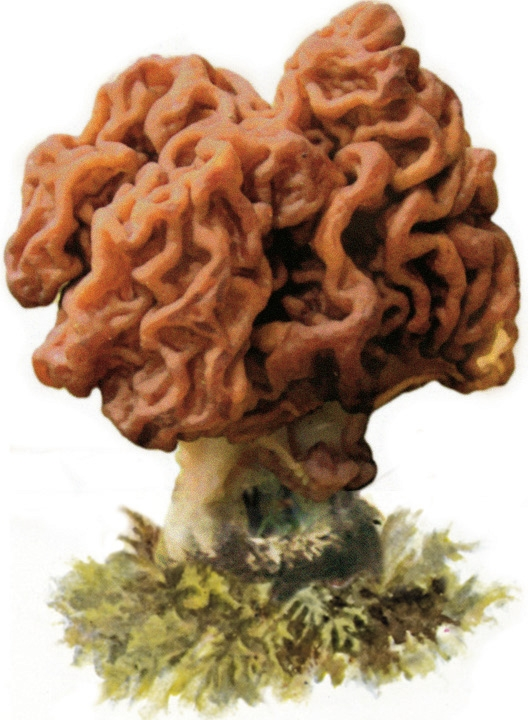

- Sapore: grato.

 Spore 
18-23 x 9-12 µm, ellissoidali, lisce, biguttulate, giallo-chiaro in massa.

## Habitat
È un fungo saprofita, fruttifica in primavera, nei boschi di conifere vicino a ceppi o residui legnosi.

## Commestibilità
Attenzionetrattasi di fungo mortale da crudo e velenoso per accumulo anche da cotto! È causa della cosiddetta sindrome giromitrica, un'intossicazione molto grave che colpisce specialmente il fegato e i reni, con esiti spesso nefasti.
La G. esculenta, come altre specie congeneri (e la Ptychoverpa bohemica) è stata oggetto di numerose discussioni: attualmente è stata tolta dai mercati controllati a causa di alcune pericolose intossicazioni dovute alla sua ingestione da cruda o in pasti ravvicinati. Anche dopo la cottura, l'ingestione della specie in quantità elevate può risultare velenosa e pericolosa per la vita (ha causato la morte di molte persone, in maggioranza in Nord America).
Per tale motivo questa specie deve essere ritenuta non edibile e scartata nella maniera più assoluta.
In molti paesi però è ancora consumata abitualmente. In Finlandia ad esempio può essere acquistata fresca, essiccata o in scatola. Per la versione fresca, la legge obbliga ad esporre avvertenze sulla tossicità e istruzioni in caso di intossicazione.
È stato ipotizzato che l'elevato numero di casi di SLA registrati a Montchavin, nelle Alpi francesi, fosse collegato al consumo da cotto di questo fungo. Le ricerche effettuate non hanno portato a conclusioni certe.

## Specie simili
Come altre specie di Gyromitra viene pericolosamente confusa con alcune specie dei generi Helvella e Morchella, in particolare con Morchella rotunda o Morchella esculenta.
Nell'ambito dello stesso genere può essere confusa con:
- Gyromitra gigas, di colore più chiaro
- Gyromitra brunnea

## Nomi comuni
- Spongino, Spugnola bastarda, Spugnola falsa, Falsa morchella, Marugola.
- (EN)  Brain mushroom
- (FR)  Gyromitre comestible, Morillon
- (DE)  Frühjahrs-Lorchel
- (FI)  Korvasieni
- (cat) Murga

## Etimologia
Generedal greco guròs (γυρός) = rotondo e mitra (μίτρα) = mitra, cioè mitra rotonda.
Speciedal latino esculentus = commestibile

## Sinonimi e binomi obsoleti
- Helvella esculenta Pers., Comm. Schaeff. Icon. Pict.: 64 (1800)
- Physomitra esculenta (Pers.) Boud., (1907)

## Curiosità
- La G. esculenta è detta volgarmente falsa spugnola per via della sua "mitra" rosso marroncina che a volte ricorda il favo di una Spugnola. La forma è però quella di una sorta di piccolo "cervello" con tanto di circonvoluzioni, piuttosto che un favo di Morchella. Anche la Gyromitra gigas può essere confusa da un raccoglitore inesperto con le spugnole commestibili.
- Come già accennato, il consumo di G. esculenta ha causato un numero elevato di decessi in tutto il mondo, in maniera particolare in Nord America, ma anche in Nord Europa, dove le specie del genere Gyromitra sono maggiormente diffuse.
- Significativa una frase pronunciata dal micologo francese Marcel Bon circa la commestibilità della G. esculenta:
"Commestibile, spesso commercializzato, malgrado si manifestino occasionali incidenti mortali".